# Alexander Horváth
Alexander Horváth (28 de dezembro de 1938 – 31 de agosto de 2022) foi um ex-futebolista profissional e treinador eslovaco que atuava como defensor.

## Carreira
Alexander Horváth fez parte do elenco da Seleção Tchecoslovaca, na Copa do Mundo de 70.